# Xã Chester, Quận Delaware, Pennsylvania
Xã Chester (tiếng Anh: Chester Township) là một xã thuộc quận Delaware, tiểu bang Pennsylvania, Hoa Kỳ. Năm 2010, dân số của xã này là 3.940 người.